# 水俣市立久木野小学校
水俣市立久木野小学校（みなまたしりつ くぎのしょうがっこう）は、熊本県水俣市久木野にある小学校。

## 沿革
- 1875年(明治8年) - 創立。
- 1901年(明治34年) - 大川分教場、越小場分教場設置。
- 1941年(昭和16年) - 久木野国民学校に改称
- 1947年(昭和22年) - 葦北郡久木野村立久木野小学校に改称
- 1956年(昭和31年) - 水俣市立久木野小学校に改称
- 1999年(平成11年) - 大川分校、越小場分校廃止。

## 歴代校長
- 1875年(明治8年) - 初代校長
- - 第  代校長